# Stelling van Jordan-Schur
In de groepentheorie, een deelgebied van de wiskunde, is de stelling van Jordan–Schur een stelling die in zijn originele vorm is geponeerd door Camille Jordan. In die vorm zegt de stelling dat er een functie {\displaystyle f(n)} bestaat, zodanig dat gegeven een eindige groep {\displaystyle G}, die een deelgroep van de groep van complexe {\displaystyle n\times n}-matrices is, er dan een deelgroep {\displaystyle H} van {\displaystyle G} bestaat, zodanig dat {\displaystyle H} abels is, {\displaystyle H} normaal is met betrekking tot {\displaystyle G} en dat {\displaystyle H} een index van ten hoogste {\displaystyle f(n)} heeft. Schur bewees een meer algemeen resultaat, dat van toepassing is, wanneer men aanneemt dat {\displaystyle G} niet eindig, maar alleen periodiek is.
Schur bewees dat voor {\displaystyle f(n)} de functie 
{\displaystyle \left({\sqrt {8n}}+1\right)^{2n^{2}}-\left({\sqrt {8n}}-1\right)^{2n^{2}}}
gekozen kan worden. 
Een strakkere begrenzing (voor {\displaystyle n\geq 3}) is te danken aan Speiser, die aantoonde, dat zolang {\displaystyle G} eindig is, men  
{\displaystyle f(n)=n!\cdot 12^{n(\pi (n+1)+1)}}
kan nemen, waarin {\displaystyle \pi (n)} de priemgetal-telfunctie is.